# Anopheles cristipalpis
Anopheles cristipalpis är en tvåvingeart som beskrevs av Michael William Service 1977. Anopheles cristipalpis ingår i släktet Anopheles och familjen stickmyggor.
Artens utbredningsområde är Nigeria. Inga underarter finns listade i Catalogue of Life.